# 원서동 백홍범 가옥
원서동 백홍범 가옥(苑西洞白鴻範家屋)은 창덕궁 옆 원서동길을 따라 올라가면 창덕궁의 신선원전 서쪽에 있는 삼문 앞으로 난 골목길을 따라 왼편으로 조금 올라가면 있는데, 여기에 서면 창덕궁 신선원전 일대의 정경이 한눈에 들어온다.
이 가옥은 원래 있었던 안채의 별채였던 건물로 ㄱ자형 평면으로 구성되어 있으며, 안채 자리에는 근래에 지은 양옥이 자리잡고 있다.

## 참고 자료
- 원서동 백홍범 가옥 - 국가유산청 국가유산포털

 본 문서에는 서울특별시에서 지식공유 프로젝트를 통해 퍼블릭 도메인으로 공개한 저작물을 기초로 작성된 내용이 포함되어 있습니다.